# Kantaridin
Kantaridin (anglicky cantharidin) je terpenoidní jed. V přírodě jej produkuje především brouk puchýřník lékařský. Droga z puchýřníků je známá pod názvem španělské mušky. Kantaridin je součástí hemolymfy i dalších majkovitých. Příkladem je majka obecná, která při obraně vylučuje tuto látku.

## Využití
Byl používán jako afrodisiakum, zevně jako dermatologikum proti bradavicím, vnitřně jako abortivum a jed.
Účinky: Působí dráždivě na močovou a rozmnožovací soustavu.